# Accordo di Algeri
L'accordo di Algeri è un'intesa conclusa dai governi di Eritrea ed Etiopia il 12 dicembre 2000 ad Algeri per porre fine alla guerra Etiopia-Eritrea del 1998-2000.
Lo scopo dell'accordo, raggiunto attraverso la mediazione dell'Organizzazione dell'unità africana (OUA) presieduta dall'Algeria, degli Stati Uniti e dell'Unione europea, era di porre definitivamente fine alle ostilità sulla base di quanto concordato con il cessate il fuoco del 18 luglio 2000 e permettere il rimpatrio dei prigionieri di guerra. L'accordo prevedeva inoltre la creazione a L'Aia di due commissioni neutrali: la Commissione reclami Etiopia-Eritrea e la Commissione per la delimitazione dei confini.
Meno di due anni dopo la firma degli accordi tra il primo ministro Meles Zenawi e il presidente Isaias Afewerki, la Commissione per la delimitazione dei confini terminava la sua indagine ed il suo arbitrato, assegnando i contesi territori di Badme all'Eritrea. Tale risoluzione è stata respinta dal governo etiope, che non ha a tutt'oggi ritirato il suo esercito dalla città, per la quale si temono nuovi possibili conflitti; tuttavia nel giugno 2018 il primo ministro etiope Abiy Ahmed Ali ha dichiarato di essere pronto ad accettare e a mettere in atto l'accordo di pace.